# Nicolaus Serarius
Nicolaus Serarius (* 5. Dezember 1555 in Rambervillers; † 30. Mai 1609 in Mainz) war ein lothringischer Jesuit, Exeget und Kirchenhistoriker.

## Leben
Er begann sein Studium in Remiremont. Von 1569 bis 1573, studierte er Philosophie in Köln. Am 3. März 1573 trat er der Gesellschaft Jesu bei.
Er lehrte Philosophie und Theologie an der Julius-Maximilians-Universität Würzburg, die im Jahre 1582 von Fürstbischof Julius Echter von Mespelbrunn wiedergegründet worden war. Von 1589 bis 1590 war er Vize-Rektor der Universität, 1591 wurde er Dozent für Metaphysik. Seit 1595 lehrte er Theologie am Kolleg der Jesuiten in Mainz, der als Teil der Kurfürstlichen Universität offiziell anerkannt wurde (siehe auch: Jesuitennoviziat). Er hinterließ vor allem Kommentare zur biblischen Büchern.

## Werke
Sein beachtliches Gesamtwerk wurde niemals gesamthaft bewertet oder veröffentlicht.

### Werke über Mainz, das Erzstift etc.
Das fünfteilige Werk zur Geschichte der Erzdiözese, der Erzbischöfe und der Stadt, bildete um Anmerkungen und Zusätze ergänzt einen Teil der Quellensammlung des Geschichtsforschers Georg Christian Joannis zur Mainzer Geschichte von den Anfängen bis zu Johann Schweikhard von Cronberg.
- Moguntiacarum Rerum ab initio usque ad reverendissimum et illustrissimum hodiernum Archiepiscopum, ac Electorem, Dominum D. Ioannem Schwicharum Libri quinque. Mainz, Verleger Balthasar Lipp, 1604[1]
- Nicolai Serarii, Societatis Iesv Theologi, Rervm Mogvntinensivm Libri Qvinqve. - Francofvrti Ad Moenvm : von Sande, 1722. Digitalisierte Ausgabe der Universitäts- und Landesbibliothek Düsseldorf

### Weitere Schriften
- Opusculorum theologicorum R.P. Nicolai Serarii Rambervillani Societatis Jesu Theologi tomi tres. Mainz 1611.
- Prolegomena bibliaca. Mainz 1612.

## Quelle
- Aimé André: Dictionnaire biographique universel et pittoresque, Aimé André, libraire-éditeur, 1834.